# Literarno-umetniško društvo Literatura
Literarno-umetniško društvo Literatura (krajše LUD Literatura) je slovensko založniško društvo, ki mesečno izdaja revijo Literatura. Literatura je osrednja publikacija, ki obravnava sodobno slovensko književnost. Izhaja od leta 1989 (do marca leta 2008 je izšlo 149 zvezkov), pred tem časom pa je bila oblikovana v sklopu revije Problemi. 
Revija se osredotoča na objavljanje izvirnih in prevedenih književnih del v slovenskem jeziku (proza, poezija, esejistika, kritike in intervjuji, pa tudi strip).

## Odgovorni uredniki od ustanovitve dalje
1. Jani Virk
2. Vid Snoj
3. Igor Zabel
4. Igor Bratož
5. Tomo Virk
6. Matevž Kos
7. Samo Kutoš
8. Andrej Blatnik
9. Urban Vovk
10. Primož Čučnik